# Superwoman (canção)
"Superwoman" é um último single da cantora de R&B/soul Alicia Keys a ser extraído do seu terceiro álbum, As I Am. Lançado em 2008, foi escrito por Keys, Linda Perry e Steve Mostyn.
Venceu o Grammy Award de Best Female R&B Vocal Performance na 51ª cerimónia dos Grammy Awards, e foi nomeado para os NAACP Image Awards em Outstanding Music Video e Outstanding Song.

## Faixas
Promo CD single - Estados Unidos
1. "Superwoman" (Radio Edit) – 4:04
2. "Superwoman" (Call Out Hook) – 0:10

Austrália & Alemanha CD single
1. "Superwoman" (Radio Edit) – 4:04
2. "Superwoman" (Live Version) – 4:29

Alemanha- premium CD single
1. "Superwoman" (Radio Edit) – 4:04
2. "Superwoman" (Live Version) – 4:29
3. "Teenage Love Affair" (Part II featuring LL Cool J)
4. "Superwoman" (Video)

## Produção
| - Alicia Keys – produtora - Kerry "Krucial" Brothers – produtor - Ray Chew – arranjos - Ann Mincieli – engenheiro de som - Stuart White – engenheiro assistente | - Zach Hancock – engenheiro assistente - Seth Waldmann – engenheiro assistente - Seamus Tyson – engenheiro assistente - Manny Marroquin - remisturas - Jared Robbins – assistente de remistura |

## Tabela musical
| Tabela (2008)                        | Posição |
| ------------------------------------ | ------- |
| Australian Singles Chart             | 57      |
| Austrian Singles Chart               | 43      |
| Dutch Top 40                         | 28      |
| German Singles Chart                 | 43      |
| Japan Hot 100                        | 27      |
| Swedish Singles Chart                | 32      |
| Swiss Singles Chart                  | 48      |
| UK Singles Chart                     | 128     |
| U.S. Billboard Hot 100               | 82      |
| U.S. Billboard Hot R&B/Hip-Hop Songs | 12      |

## Certificações
| País           | Provedor | Vendas  | Certificação |
| -------------- | -------- | ------- | ------------ |
| Estados Unidos | RIAA     | 500.000 | Ouro         |